# Little Miss Smiles
Little Miss Smiles (Brasil: Senhorita Sorriso / Portugal: A Menina Sorrisos) é um filme norte-americano de 1922, do gênero drama, dirigido por John Ford. O filme é considerado perdido.

## Elenco
- Shirley Mason ... Esther Aaronson
- Gaston Glass ... Dr. Jack Washton
- George B. Williams ... Papa Aaronson (como George Williams)
- Martha Franklin ... Mama Aaronson
- Arthur Rankin ... Davie Aaronson
- Alfred Testa ... Louis Aaronson
- Richard Lapan ... Leon Aaronson
- Sidney D'Albrook .. 'The Spider' (O Aranha)
- Baby Blumfield ... Baby Aaronson